# Földesi Gyula (politikus)
Földesi Gyula (Budapest, 1983. augusztus 27. –) magyar kertészmérnök, politikus, országgyűlési képviselő.

## Életpályája

### Iskolái
1990–1998 között a pestszenterzsébeti Zrínyi Miklós Általános Iskola diákja volt. 1998–2002 között a Magyar Gyula Kertészeti Szakközépiskola tanulója volt. 2002–2006 között a Corvinus Egyetem Kertészettudományi Karán tanult.

### Politikai pályafutása
2002-től a Fidesz tagja. Tagja a Német Hagyományokat Ápolók Szövetségének. 2004–2005 között a Fidelitas XX. kerületi elnöke volt. 2005-től a Fidesz XX. kerületi elnökségi tagja. 2006-ban országgyűlési képviselőjelölt volt. 2006 óta a Fidesz pesterzsébeti szervezetének elnöke. 2006–2010 között a Budapest Főváros XX. kerület Pesterzsébet Önkormányzatban a helyi önkormányzat tagja volt. 2006–2010 között Budapest Főváros Önkormányzatának fővárosi közgyűlési tagja volt. 2010–2014 között országgyűlési képviselő volt (Fidesz). 2010–2014 között az Ifjúsági, szociális, családügyi és lakhatási bizottság tagja volt. 2010–2014 között a Fogyasztóvédelmi bizottság tagja is volt. 2010-ben, valamint 2012–2014 között a Fogyasztóvédelmi bizottság hatáskörébe tartozó törvények végrehajtását, társadalmi és gazdasági hatását figyelemmel kísérő albizottság (Ellenőrző albizottság) tagja volt. 2011–2014 között az Élelmiszer-biztonsági albizottságnak is tagja volt.